# Seven Were Saved
Pour plus de détails, voir Fiche technique et Distribution.
Seven Were Saved est un film américain réalisé par William H. Pine et sorti en 1947.

## Synopsis
En 1945, plusieurs mois après la fin de la seconde Guerre mondiale, une infirmière de l'armée ramène aux États-Unis un soldat victime d'amnésie, qui avait été emprisonné par les japonais.

## Fiche technique
- Titre original : Seven Were Saved
- Réalisation : William H. Pine
- Scénario : Julian Harmon, Maxwell Shane
- Production : Pine-Thomas Productions
- Distribution : Paramount Pictures
- Photographie : Jack Greenhalgh
- Directeur artistique : Frank Paul Sylos[1]
- Format : noir et blanc
- Musique : Darrell Calker
- Montage : Howard A. Smith
- Durée : 73 minutes
- Dates de sortie :
  -  Royaume-Uni : 20 mars 1947
  -  États-Unis : 28 mars 1947

## Distribution
- Richard Denning : Captaine Allen Danton
- Catherine Craig : Susan Briscoe
- Russell Hayden : Captaine Jim Willis
- Ann Doran : Mrs. Ellen Hartley
- Byron Barr : Lt. Martin Pinkert
- Richard Loo : Colonel Yamura
- Don Castle : Lt. Pete Sturdevant
- George Tyne : Sergent Blair
- Keith Richards : Smith / Philip Thompson